# 路易斯·卡洛斯·巴拉甘
路易斯·卡洛斯·巴拉甘·卡斯特罗（西班牙語：Luis Carlos Barragán Castro，1988年9月1日—）是哥伦比亚的科幻作家和插画家。 

## 生平
路易斯·卡洛斯·巴拉甘1988年9月1日出生于哥伦比亚波哥大。 2011年，他在哥伦比亚国立大学获得美术学士学位。同年，他的首部长篇小说《Vagabunda Bogotá》出版。  
2018年，他在开罗美国大学获得伊斯兰研究硕士学位，其论文《热带穆德哈尔：墨西哥的清真寺式教堂及其在早期西班牙美洲中的作用》获得了该校阿拉伯与伊斯兰文明系年度最佳毕业论文奖。  同年，他的第二部长篇小说《El Gusano》出版。  
他在伊比利亚美洲各地的科幻杂志上发表了许多短篇小说，以及封面与插图绘画作品。 2021年，他出版了第一部短篇小说集《Parásitos Perfectos》和第三部长篇小说《Tierra Contrafuturo》 。 
他也为动画电影和虚拟现实作品设计场景与角色，担任美術指導等。  

## 风格和主题
路易斯·卡洛斯·巴拉甘的风格融合了科幻小说、新怪奇小說、身体恐怖和超现实主义，与哥伦比亚的历史和现实息息相关。

## 作品

### 长篇小说
- Vagabunda Bogotá (2011)
- El Gusano (2018)
- Tierra Contrafuturo (2021)

### 短篇小说集
- Parásitos Perfectos (2021)